# エントロピー最大化モデル
エントロピー最大化モデル（エントロピーさいだいかモデル、英語: Entropy Maximising Models）は、アラン・G・ウィルソンにより導出された空間的相互作用モデルである。このモデルではエントロピーの概念が使用されており、モデル式は統計力学的な方法で、パーソントリップを分子運動のように捉えて導かれた。また、このモデルが重力モデルの理論的な根拠を説明したことで、重力モデルの問題点の一部が解消された。

## モデル式
発生―吸収制約モデル、発生制約モデル、吸収制約モデルの場合について、モデル式は以下のように表される。
発生―吸収制約モデルの場合
ただし{\displaystyle A_{i}={\frac {1}{\sum _{j=1}^{n}B_{j}D_{j}\exp(-\beta d_{ij})}}} {\displaystyle B_{j}={\frac {1}{\sum _{i=1}^{m}A_{i}O_{i}\exp(-\beta d_{ij})}}}
発生制約モデルの場合
ただし{\displaystyle A_{i}={\frac {1}{\sum _{j=1}^{n}{W_{j}}^{\gamma }\exp(-\beta d_{ij})}}}
吸収制約モデルの場合
ただし{\displaystyle B_{j}={\frac {1}{\sum _{i=1}^{m}{V_{i}}^{\alpha }\exp(-\beta d_{ij})}}}

## 導出
発生―吸収制約モデルの場合の導出を以下に示す。
発地を{\displaystyle m}個、着地を{\displaystyle n}個、流動数の総和を{\displaystyle T}、地域{\displaystyle i}から地域{\displaystyle j}への流動を{\displaystyle T_{ij}}とする。このときの流動パターンを考え、流動量が最多となる場合の発着地の組合せを把握したい。このときの制約条件は以下の通りである（ただし{\displaystyle C}は総移動費用）。
ここでは{\displaystyle T}を{\displaystyle T_{ij}}に分配する、場合の数{\displaystyle W(T_{ij})}の最大値の決定を行えばよい。このとき、
が成立する。ここで、最大値の導出のために、式(7)の両辺を自然対数変換すると以下の式が得られる。
ここで、スターリング近似により、{\displaystyle T}が十分に大きいとき{\displaystyle \ln T_{ij}!\approx T_{ij}\ln T_{ij}-T_{ij}}が成り立つため
が導かれる。よって、{\displaystyle \ln W(T_{ij})}の最大化を目標としていく。その際、ラグランジュの未定乗数法を用いる。{\displaystyle \lambda _{i}}は式(4)、{\displaystyle \gamma _{j}}は式(5)、{\displaystyle \beta }は式(6)のラグランジュ乗数とするとき、ラグランジュ関数{\displaystyle L}は
となる。ここで、{\displaystyle L}の最大値を与える{\displaystyle T_{ij}}は、偏微分方程式{\displaystyle {\frac {\partial L}{\partial T_{ij}}}=0}を解くことで求められる。よって、以下の式が成り立つ。
式変形すると、以下の式が得られる。
さらに式変形すると、以下の式が得られる。
が得られる。このとき、
とおくと、式(13)は
と表示でき、発生―吸収制約モデルのときのエントロピー最大化空間的相互作用モデルが導かれた。
この他、発生制約モデルの場合は式(4)・式(6)を、吸収制約モデルの場合は式(5)・式(6)を、無制約モデルの場合は式(6)を制約条件として使用することで導出できる。